# Speak Now World Tour
Speak Now World Tour je druga koncertna turneja američke country pjevačice Taylor Swift. Turneja je održana u svrhu promocije njenog trećeg studijskog albuma Speak Now. Turneja je najavljena u studenom 2010. godine, a započela je u Aziji početkom 2010. godine, Swift će također posjetiti Europu i Sjevernu Ameriku.

## Pozadina
Dok je promovirala svoj novi album, Swift je rekla da je jako uzbuđena zbog nadolazeće turneje, dodala je i da će turneja biti "velika" i "opsežna". 23. studenog 2010. Billboard magazin je objavio drugu koncertu turneju Swiftove.

## Predgrupe
- Sezairi Sezali (Singapur)[4]
- Sam Concepcion (Filipini)[5]
- Wonderland (Dublin)
- Needtobreathe (Sjeverna Amerika)[6]
- Sapo Johnny  (Hong Kong)
- Ryan Sheridan (Belfast)

## Popis pjesama
1. "Sparks Fly"
2. "Mine"
3. The Story of Us
4. Back to December (ukljucuje dijelove pjesama "Apologize" i "You're Not Sorry")
5. Better Than Revenge
6. Speak Now
7. Fearless (ukljucuje dijelove pjesama "Hey, Soul Sister" i "I'm Yours")
8. Fifteen
9. You Belong with Me
10. Dear John
11. Enchanted
12. Long Live
13. Love Story

Izvori:

## Datumi koncerata
| Datum               | Grad             | Država         | Mjesto održavanja             |
| ------------------- | ---------------- | -------------- | ----------------------------- |
| Azija               |                  |                |                               |
| 9. veljače 2011.    | Kallang          | Singapur       | Singapore Indoor Stadium      |
| 11. veljače 2011.   | Seoul            | Južna Koreja   | Olympic Gymnastics Arena      |
| 13. veljače 2011.   | Osaka            | Japan          | Osaka-jō Hall                 |
| 16. veljače 2011.   | Tokyo            | Japan          | Budokan Hall                  |
| 17. veljače 2011.   | Tokyo            | Japan          | Budokan Hall                  |
| 19. veljače 2011.   | Quezon City      | Filipi         | Araneta Coliseum              |
| 21. veljače 2011.   | Chek Lap Kok     | Hong Kong      | AsiaWorld Arena               |
| Europa              |                  |                |                               |
| 6. ožujka 2011.     | Bruxelles        | Belgija        | Forest National               |
| 7. ožujka 2011.     | Rotterdam        | Nizozemska     | Ahoy Rotterdam                |
| 9. ožujka 2011.     | Oslo             | Norveška       | Oslo Spektrum                 |
| 12. ožujka 2011.    | Oberhausen       | Njemačka       | König Pilsener Arena          |
| 15. ožujka 2011.    | Milano           | Italija        | Mediolanum Forum              |
| 17. ožujka 2011.    | Paris            | Francuska      | Zénith de Paris               |
| 19. ožujka 2011.    | Madrid           | Španjolska     | Palacio De Deportes           |
| 22. ožujka 2011.    | Birmingham       | Engleska       | LG Arena                      |
| 25. ožujka 2011.    | Belfast          | Sjeverna Irska | Odyssey Arena                 |
| 27. ožujka 2011.    | Dublin           | Irska          | The O2                        |
| 29. ožujka 2011.    | Manchester       | Engleska       | Manchester Evening News Arena |
| 30. ožujka 2011.    | London           | Engleska       | The O2 Arena                  |
| Sjeverna Amerika    |                  |                |                               |
| 27. svibnja 2011.   | Omaha            | SAD            | Qwest Center Omaha            |
| 28. svibnja 2011.   | Omaha            | SAD            | Qwest Center Omaha            |
| 29. svibnja 2011.   | Des Moines       | SAD            | Wells Fargo Arena             |
| 2. lipnja 2011.     | Sunrise          | SAD            | BankAtlantic Center           |
| 3. lipnja 2011.     | Sunrise          | SAD            | BankAtlantic Center           |
| 4. lipnja 2011.     | Orlando          | SAD            | Amway Center                  |
| 7. lipnja 2011.     | Columbus         | SAD            | Nationwide Arena              |
| 8. lipnja 2011.     | Milwaukee        | SAD            | Bradley Center                |
| 11. lipnja 2011.    | Detroit          | SAD            | Ford Field                    |
| 14. lipnja 2011.    | Saint Paul       | SAD            | Xcel Energy Center            |
| 15. lipnja 2011.    | Saint Paul       | SAD            | Xcel Energy Center            |
| 18. lipnja 2011.    | Pittsburgh       | SAD            | Heinz Field                   |
| 21. lipnja 2011.    | Buffalo          | SAD            | HSBC Arena                    |
| 22. lipnja 2011.    | Hartford         | SAD            | XL Center                     |
| 25. lipnja 2011.    | Foxborough       | SAD            | Gillette Stadium              |
| 26. lipnja 2011.    | Foxborough       | SAD            | Gillette Stadium              |
| 30. lipnja 2011.    | Greensboro       | SAD            | Greensboro Coliseum           |
| 1. srpnja 2011.     | Knoxville        | SAD            | Thompson–Boling Arena         |
| 2. srpnja 2011.     | Louisville       | SAD            | KFC Yum! Center               |
| 8. srpnja 2011.     | Charlotte        | SAD            | Time Warner Cable Arena       |
| 9. srpnja 2011.     | Atlanta          | SAD            | Philips Arena                 |
| 10. srpnja 2011.    | Atlanta          | SAD            | Philips Arena                 |
| 14. srpnja 2011.    | Montreal         | Kanada         | Bell Centre                   |
| 15. srpnja 2011.    | Toronto          | Kanada         | Air Canada Centre             |
| 16. srpnja 2011.    | Toronto          | Kanada         | Air Canada Centre             |
| 19. srpnja 2011.    | Newark           | SAD            | Prudential Center             |
| 20. srpnja 2011.    | Newark           | SAD            | Prudential Center             |
| 23. srpnja 2011.    | Newark           | SAD            | Prudential Center             |
| 24. srpnja 2011.    | Newark           | SAD            | Prudential Center             |
| 28. srpnja 2011.    | Grand Rapids     | SAD            | Van Andel Arena               |
| 29. srpnja 2011.    | Indianapolis     | SAD            | Conseco Fieldhouse            |
| 2. kolovoza 2011.   | Washington, D.C. | SAD            | Verizon Center                |
| 3. kolovoza 2011.   | Washington, D.C. | SAD            | Verizon Center                |
| 6. kolovoza 2011.   | Philadelphia     | SAD            | Lincoln Financial Field       |
| 13. kolovoza 2011.  | St. Louis        | SAD            | Scottrade Center              |
| 14. kolovoza 2011.  | St. Louis        | SAD            | Scottrade Center              |
| 18. kolovoza 2011.  | Edmonton         | Kanada         | Rexall Place                  |
| 19. kolovoza 2011.  | Edmonton         | Kanada         | Rexall Place                  |
| 23. kolovoza 2011.  | Los Angeles      | SAD            | Staples Center                |
| 24. kolovoza 2011.  | Los Angeles      | SAD            | Staples Center                |
| 27. kolovoza 2011.  | Los Angeles      | SAD            | Staples Center                |
| 28. kolovoza 2011.  | Los Angeles      | SAD            | Staples Center                |
| 1. rujna 2011.      | San Jose         | SAD            | HP Pavilion at San Jose       |
| 2. rujna 2011.      | San Jose         | SAD            | HP Pavilion at San Jose       |
| 3. rujna 2011.      | Sacramento       | SAD            | ARCO Arena                    |
| 10. rujna 2011.     | Vancouver        | Kanada         | Rogers Arena                  |
| 11. rujna 2011.     | Vancouver        | Kanada         | Rogers Arena                  |
| 16. rujna 2011.     | Nashville        | SAD            | Bridgestone Arena             |
| 17. rujna 2011.     | Nashville        | SAD            | Bridgestone Arena             |
| 21. rujna 2011.     | Tulsa            | SAD            | BOK Center                    |
| 24. rujna 2011.     | Kansas City      | SAD            | Arrowhead Stadium             |
| 5. listopada 2011.  | New Orleans      | SAD            | New Orleans Arena             |
| 8. listopada 2011.  | Arlington        | SAD            | Cowboys Stadium               |
| 29. listopada 2011. | Lexington        | SAD            | Rupp Arena                    |